# Unguiculariopsis groenlandiae
Unguiculariopsis groenlandiae är en lavart som först beskrevs av Alstrup & D. Hawksw., och fick sitt nu gällande namn av Etayo & Diederich 2000. Unguiculariopsis groenlandiae ingår i släktet Unguiculariopsis och familjen Helotiaceae.  Arten är reproducerande i Sverige. Inga underarter finns listade i Catalogue of Life.